# Кокс, Брайан-Майкл
Бра́йан-Ма́йкл Ко́кс (англ. Bryan-Michael Cox; род. 1 декабря 1977 года, Майами, Флорида, США) — американский музыкальный продюсер.

## Биография
Брайан-Майкл Кокс родился в Майами, штат Флорида, но вырос в Хьюстоне, штат Техас. Учился в школе с углублённым изучением изобразительных искусств. Во время обучения в одиннадцатом классе встретил Грега Кёртиса (англ. Greg Curtis), у которого была студия в Хьюстоне. Там Брайан-Майкл получил базовые знания о создании песен, использовании аудиоаппаратуры и продюсировании.
В 1997 году переехал в Атланту, штат Джорджия, где обучался в Университете Кларк-Атланта (англ. Clark Atlanta University). Через какое-то время познакомился с Джермейном Дюпри (англ. Jermaine Dupri), после чего начал заниматься продюсерской деятельностью. Помимо этого, принимал участие в написании песен. В 1998 году основал продюсерский центр Blackbaby, Inc.. Работал с такими музыкантами, как Уитни Хьюстон, Сиара, Джессика Симпсон, Тони Брэкстон, Селин Дион, Николь Шерзингер, Крис Браун и Ашер. Обладатель премии «Грэмми» как автор песни (2007), в номинации «Лучшая R&B песня» («Be Without You»).
В сентябре 2009 года был включён в Музыкальный Зал Славы в Джорджии (англ. Georgia Music Hall of Fame).